# Сепарація фотонейтронна
Сепарація фотонейтронна — радіометрична сепарація, основана на використанні різниці в інтенсивності нейтронного випромінювання мінералів при діянні на руду гамма-променів.
Фотонейтронна сепарація застосовується для збагачення берилієвих руд. В основі процесу сепарації — здатність ізотопу 9Be під дією гамма-квантів визначеної енергії випускати нейтрони і перетворюватись у інший ізотоп берилію 8Be. При визначеній потужності гамма-квантів, що бомбардують руду, потужність потоку нейтронів буде пропорційною кількості берилію в ній, що й використовується для розділення грудок руди за вмістом берилію. Випромінювати нейтрони під дією гамма-квантів здатні не тільки ізотопи берилію, але й інших хімічних елементів. Однак для кожного ізотопу існує визначена межа енергії гамма-квантів — поріг реакції, за яким починається випромінювання нейтронів. Ізотоп 9Be як раз і відрізняється тим, що він має дуже низький поріг реакції (1,665 МеВ), тоді як більшість інших ізотопів мають поріг реакції від 6 до 20 МеВ. Цей факт обумовлює велику селективність фотонейтронної сепарації берилієвих руд. Джерелом гамма-квантів при сепарації берилієвих руд є ізотоп стибію 124Sb, який випромінює гамма-кванти з енергією 1,693 МеВ, тобто з енергією, що перевищує поріг ядерної реакції для ізотопу 9Be.
Для збагачення берилієвих руд застосовують фотонейтронні сепаратори вібраційного (РАМБ-300 і РМБ-100) і стрічкового (РМБЛ-100) типів. Активність джерела гамма-випромінювання (ізотоп 124Sb), що застосовується в сепараторах, досягає 2 ГБк. Сепаратори оснащені радіометрами РСБ-2 і УСБ-3 зі сцинтиляційними детекторами Т-2. Крупність збагачуваного матеріалу складає від 25 до 200 мм. Фотонейтронна сепарація значно скорочує кількість руди, що у подальшому надходить на тонке подрібнення і флотацію.
Флотація руди після того, як з неї у процесі фотонейтронної сепарації видалена значна кількість пустої породи, протікає успішніше: концентрати мають більш високий вміст берилію, втрати берилію з відходами знижуються.